# Anthony Ogogo
Anthony Osezua Ojo Ogogo (Great Yarmouth, 24 de noviembre de 1988) es un deportista británico que ha competido en boxeo y en lucha libre profesional.

## Trayectoria
Participó en los Juegos Olímpicos de Londres 2012, obteniendo una medalla de bronce en el peso medio.
En abril de 2013 disputó su primera pelea como profesional. En su carrera profesional tuvo en total 12 combates, con un registro de 11 victorias y una derrota.
Tras su retirada del boxeo en 2016, comenzó su carrera en la lucha libre profesional. En 2019 hizo su debut para la World Association of Wrestling. En 2019 se unió al equipo de All Elite Wrestling.
En 2013 participó en el concurso de televisión de ITV Splash! En 2015 participó en el concurso de televisión de la BBC Strictly Come Dancing, donde hizo pareja con la bailarina Oti Mabuse.

## Palmarés internacional
| Juegos Olímpicos | Juegos Olímpicos      | Juegos Olímpicos  | Juegos Olímpicos |
| Año              | Lugar                 | Medalla           | Categoría        |
| ---------------- | --------------------- | ----------------- | ---------------- |
| 2012             | Londres (Reino Unido) | Medalla de bronce | 75 kg            |